# هوي فيرغسون
هوي فيرغسون (بالإنجليزية: Howie Ferguson)‏ هو لاعب كرة قدم أمريكية أمريكي، ولد في 5 أغسطس 1930 في نيو أيبيريا في الولايات المتحدة، وتوفي في 18 ديسمبر 2005.

## وصلات خارجية
- هوي فيرغسون على موقع مرجع كرة القدم المحترفة.كوم (الإنجليزية)